# Goldhap
Goldhap (en népalais : गोलधाप) est un comité de développement villageois du Népal situé dans le district de Jhapa. Au recensement de 2011, il comptait 7 650 habitants.